# Forest Hill (London)
Forest Hill ist ein Stadtteil im London Borough of Lewisham im Südosten von London. Gelegen an der südlichen Ringstraße (South Circular Road) hat Forest Hill 16.358 (2018) Einwohner. Wichtigste Attraktion ist das Horniman Museum.

## Geschichte
Wie ein Großteil Londons war Forest Hill bis Mitte des 19. Jahrhunderts nur dünn besiedelt. Der Name Forest Hill, ursprünglich einfach „The Forest“, bezog sich auf die Wälder, die das Gebiet einst bedeckten.
Im Jahr 1809 wurde der Croydon-Kanal eröffnet, der jedoch aufgrund des zu überwindenden Höhenunterschieds 28 Schleusen hatte und damit keinen kommerziellen Erfolg erzielen konnte. Er wurde von der London & Croydon Railway Company gekauft, die die Trasse für den Bau der 1839 eröffneten Eisenbahnlinie von London Bridge nach Croydon nutzte. Die Teiche im Naturschutzgebiet Dacres Wood und die Stützmauer des Fußwegs gegenüber dem Bahnhof sind praktisch die einzigen physischen Zeugnisse des Kanals, die noch existieren.
Als der Crystal Palace 1854 vom Hyde Park nach Sydenham verlegt wurde, wurden am westlichen Ende von Forest Hill große Wohnhäuser gebaut, darunter auch Honor Oak. 1885 wurde in der Dartmouth Road das älteste Schwimmbad Londons eröffnet. Der Teehändler Frederick Horniman errichtete ein Museum für seine Sammlung naturkundlicher Artefakte. Er schenkte das Gebäude und seine Gärten 1901 der Öffentlichkeit und machte daraus das Horniman Museum.

## Sehenswürdigkeiten
Das Horniman Museum beherbergt anthropologische und kulturelle Sammlungen, ein Aquarium und eine der vielfältigsten Sammlungen von Taxidermie in der nördlichen Hemisphäre. Außerdem beherbergt es eine der schönsten Sammlungen von Musikinstrumenten auf den Britischen Inseln. In den dazugehörigen Gärten befinden sich ein Tiergehege, Blumengärten und ein denkmalgeschützter Wintergarten aus dem frühen 20. Von den Gärten aus hat man einen weiten Blick über das Zentrum und den Norden Londons.
Nach einer erfolgreichen und von vielen unterstützten Kampagne der lokalen Gruppe Save The Face Of Forest Hill wurde Louise House von English Heritage zum denkmalgeschützten Gebäude der Kategorie II erklärt.

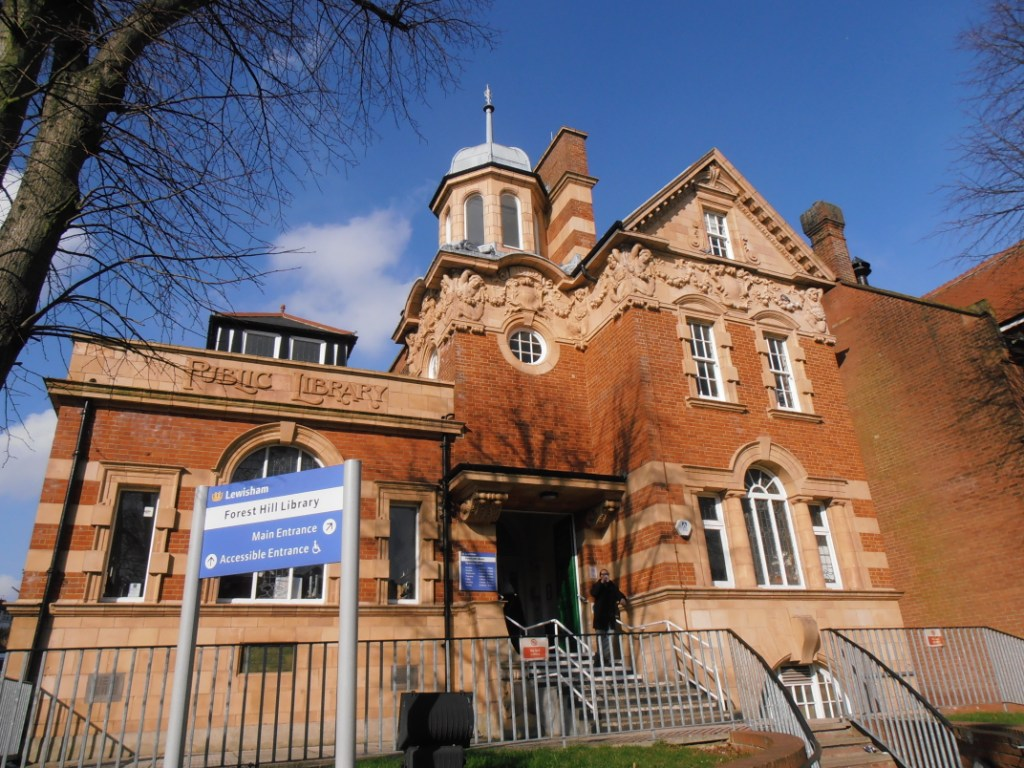
Forest Hill Library

Die Forest Hill Library wurde 1901 nach einem Arts-and-Crafts-Entwurf des örtlichen Architekten Alexander Hennell gebaut. Sie ist eines von über 500 denkmalgeschützten Gebäuden im Stadtbezirk Lewisham (Grade II). Sie wurde im Jahr 2008 renoviert.

## Freizeit und Sport
In Forest Hill gibt es einige Parks in der Umgebung. Der Horniman Triangle Park befindet sich direkt gegenüber dem Horniman Museum and Gardens, Tarleton Gardens liegt ganz in der Nähe. Blythe Hill befindet sich an der Grenze zu Catford. 
Neben Sydenham Hill Woods befindet sich der Dulwich and Sydenham Golf Course, der auf das Jahr 1893 zurückgeht.
In Forest Hill gibt es drei Naturschutzgebiete: Dacres Wood, Devonshire Road und Garthorne Road. Das Naturreservat Dacres Wood ist jeden letzten Samstag im Monat geöffnet, das Naturreservat Devonshire Road jeden letzten Sonntag im Monat.

## Verkehr
Vom Bahnhof Forest Hill verkehrt der Overground Service mit den Zielen Canary Wharf, Victoria und London Bridge.
Forest Hill verfügt vor allem dank der South Circular Road über eine gute Straßenanbindung.
Von Forest Hill aus fahren Busse in einen großen Teil des Südostens von London. Zu den zentralen Strecken gehören Linie 122 (nach Plumstead), Linie 176 (nach Tottenham Court Road), Linie 185 (nach Victoria), Linie 197 (nach Peckham), Linie 336 (nach Upper Sydenham) und Linie P4 (nach Lewisham).
Der Flughafen Gatwick ist eine Autostunde entfernt.

## Söhne- und Töchter des Stadtteils sowie bekannte Einwohner
- John Appleton (1910–1994), Autorennfahrer
- Dietrich Bonhoeffer (1906–1945), deutscher evangelisch-lutherischer Theologe, als Märtyrer von den Nazis ermordet, lebte und predigte einige Zeit in Forest Hill.[18]
- Raymond Chandler (1888–1959), amerikanischer Krimi-Schriftsteller, lebte von 1909 bis 1912 mit seiner Mutter in Forest Hill, während er Dulwich College besuchte.
- Andy Coulson (1968), Herausgeber der News of the World von 2003–07; Direktor für Kommunikation der Conservative Party von 2007–11.[19]
- Ernest Dowson (1867–1900), Dichter
- Desmond Dekker (1941–2006), jamaikanischer Reggae-Komponist und Ska-Sänger
- Henry Charles Fehr (1867–1940), Bildhauer
- Michael Gambon (1940–2023), irischer Schauspieler, spielte Albus Dumbledore in den Harry Potter Filmen, lebte in den 1960er Jahren in Forest Hill.
- Leslie Howard (1893–1943), britischer Schauspieler, wurde in Forest Hill geboren.
- Craig Fairbrass (* 1964), britischer Schauspieler, lebt in Forest Hill
- Käthe Freiligrath-Kroeker (1845–1904), deutsche Übersetzerin und Dichterin
- David Jones (1895–1974), Dichter
- Boris Karloff (1887–1969), britischer Theater- und Filmschauspieler, lebte in der Forest Hill Road, Honor Oak.
- Lionel Jeffries (1926–2010), britischer Schauspieler, Filmregisseur und Drehbuchautor, wurde in Forest Hill geboren.
- Tom Keating (1917–1984), britischer Restaurator und Kunstfälscher lebte in Forest Hill.
- Don Letts (* 1956), britischer Musiker, DJ, Journalist und Filmregisseur
- Mica Paris (* 1969), britische Sängerin
- Luke Pritchard (* 1985), Lead-Sänger der Gruppe The Kooks wurde in Forest Hill geboren.
- Iwan Rheon (* 1985), walisischer Schauspieler und Musiker.
- Francis Rossi (* 1949), britischer Komponist, Sänger und Gitarrist der Rockgruppe Status Quo wurde am 29. Mai 1949 in Forest Hill geboren.
- Belouis Some (* 1959), britischer Sänger und Komponist.
- Timothy Spall (* 1957), britischer Schauspieler, lebte in Forest Hill.
- Hayley Squires (* 1988), britische Schauspielerin, wurde am 16. Februar 1988 in Forest Hill geboren.
- Jackie Trent (1940–2015), britische Sängerin, Songwriterin und Schauspielerin lebte in Forest Hill, als sie in den 1960ern ihre ersten Erfolge hatte.